# 弗拉迪米尔·杜尔科维奇
弗拉迪米尔·杜尔科维奇（羅馬化：Vladimir Durković，1939年11月6日—1972年6月22日），塞尔维亚男子足球运动员。他曾代表南斯拉夫国奥队参加1960年夏季奥林匹克运动会足球比赛，获得一枚金牌。